# Crítica acompasada
La crítica acompasada es un método de crítica literaria desarrollado a finales del siglo XX en España. Fue desarrollado por los críticos del Círculo de Fuencarral, pertenecientes al Centro de Documentación de la Novela Española, que edita el boletín mensual La Fiera Literaria, y es considerado por éstos como rigurosamente científico.
El método consiste en ir haciendo anotaciones al compás de la lectura que, las más de las veces, permanecerán inalteradas, para ir poniendo al descubierto posibles fallos que puedan encontrarse en un texto como son:

"las faltas gramaticales, los errores de léxico, los atentados contra la lógica, la estética y el estilo y, hablando sin disimulo y casi podría decir que sobre todo, las vaciedades y las auténticas tonterías"

Utiliza para ello la ironía y el humor que, aplicados a obras comúnmente consideradas extraordinarias por la corriente crítica actual, ponen de manifiesto un evidente contraste entre la crítica de alabanzas y la muy destructiva de este método.
También reseña características estilísticas que puedan considerarse pseudoestilísticas, aclara conceptos y realiza formulaciones sobre estética general o teoría de la literatura, además de hacer alguna que otra mención a la sociología de la vida literaria, cuando ésta pueda explicar el éxito de una obra determinada. Es altamente destructivo (aunque podría ser utilizado también para identificar aciertos), y sus creadores la consideran lo contrario a lo que Dámaso Alonso y su círculo llamaban "crítica en entusiasmo".